# Test neuropsicologici

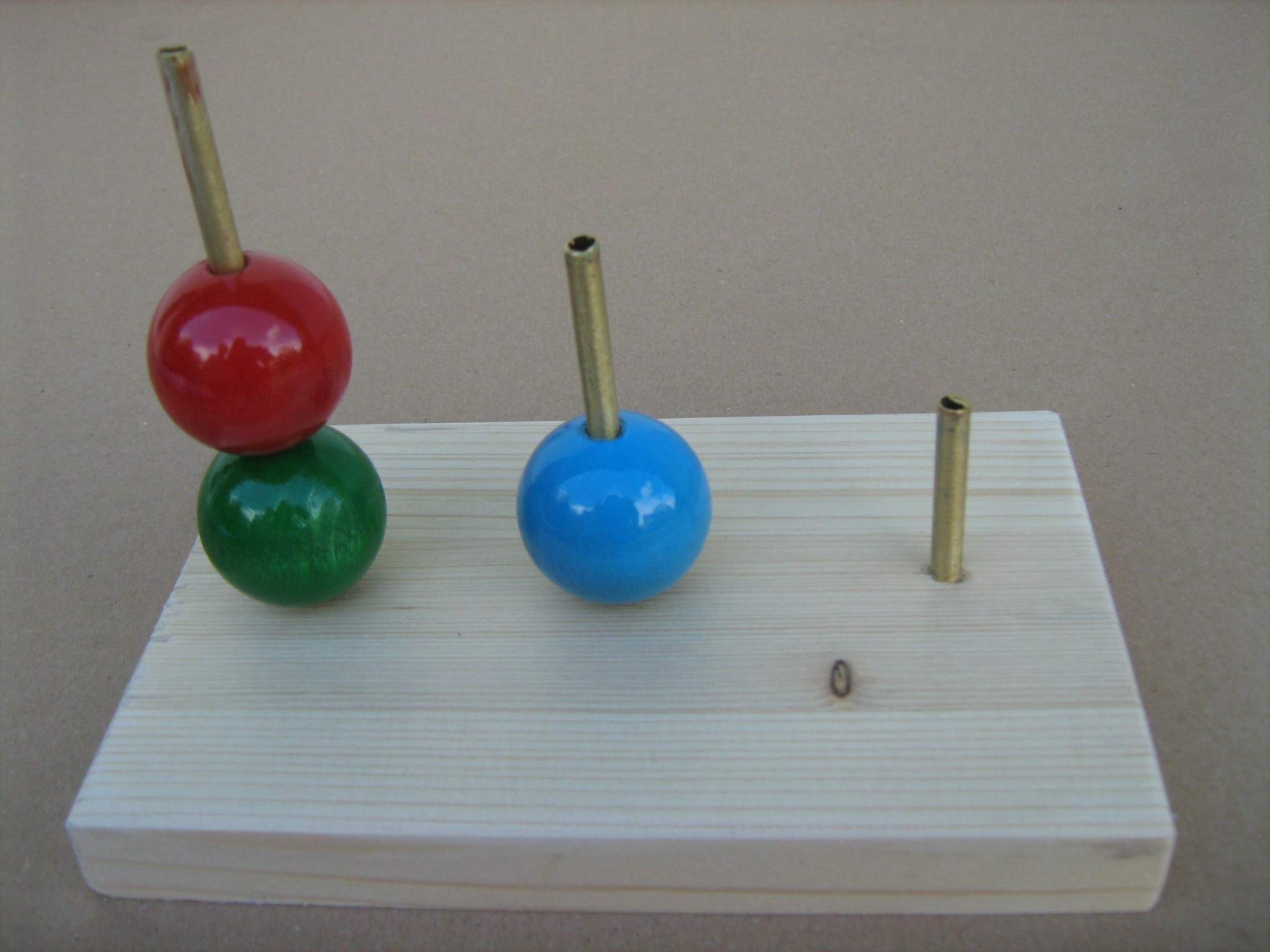
"Torre di Londra", esempio di test neuropsicologico

I test neuropsicologici sono degli strumenti di valutazione del funzionamento delle funzioni o dei processi cognitivi come la memoria, l'attenzione, il linguaggio, le funzioni esecutive e le abilità visuo-spaziali. 

## Descrizione
Poiché queste funzioni sono biologicamente sottese da una regione del cervello, o più in generale ad una rete di aree cerebrali, i test neuropsicologici vengono utilizzati anche per valutare l'integrità di queste strutture cerebrali, in situazioni di sospetto deficit dovuto all'invecchiamento e/o un danno cerebrale. 
Questi test, utilizzati principalmente da neuropsicologi (psicologi o neurologi con formazione in neuropsicologia) sono particolarmente importanti per valutare la gravità di una malattia o condizione neurologica e il suo impatto sul funzionamento cognitivo e intellettuale. Ancora oggi sono essenziali per la diagnosi di alcune malattie, come la malattia di Alzheimer, ma anche per giudicare le conseguenze di un ictus, trauma cranico o, più in generale, di qualsiasi malattia che colpisca il cervello o il funzionamento cognitivo.
Sono spesso accompagnati o anticipati da altre valutazioni neurologiche e di neuroimaging, di tipo clinico e strumentale (visite cliniche, RX cranio, EEG, RMN, TC, SPECT), ed a volte dall'applicazione di test di livello intellettivo.

## Alcuni esempi di test neuropsicologici
- Test per la diagnosi di demenza (Milan Overall Dementia Assessment, Mini-Mental State Examination, Alzheimer's Disease Assessment Scale);
- Test delle funzioni frontali (Test della torre di Londra, Test delle stime cognitive, Test delle figure aggrovigliate, Hayling test, Wisconsin Card Sorting test);
- Test d'intelligenza (Wechsler Adult Intelligence Scale, Wechsler Intelligence Scale for Children, Matrici di Raven);
- Test di memoria (Test di memoria verbale, Test di memoria visuo-spaziale, Test di memoria autobiografica, Recognition memory test);
- Test delle funzioni linguistiche;
- Test di attenzione (Trail making test, Test di barrage);
- Test per l'esame delle funzioni visuo-percettive, visuo-spaziali, visuo-costruttive e prassiche;
- Test del gioco d'azzardo di Bechara e Damasio.